# Tartano
Tartano (Tàrten in dialetto valtellinese) è un comune italiano di 201 abitanti della provincia di Sondrio in Lombardia, situato sul versante orobico della bassa Valtellina
È composto da due paesi montani ed alcune frazioni minori uniti trà loro tramite unica amministrazione comunale:
Tartano, dove ha sede l'edificio comunale e Campo, da cui il nome CampoTartano, paese ubicato a nord della stessa valle.

## Geografia fisica
Il comune si trova in una valle laterale della Valtellina detta Val Tartano.
Valle impervia disegnata dallo scorrere del torrente Tartano ("tarten" per gli abitanti) di cui ne prende il nome. Nei secoli si è fatto strada da sud a nord, cambiando direzione in un secondo momento, deviando ad ovest sullo sbocco, sfociando nel fiume Adda.
Il torrente nasce sulle montagne della cresta principale delle Alpi Orobie (sul confine Bergamasco) dall'unione di tre torrenti originari uno della parte alta della Val Lunga, per l'esattezza dai tre laghi di Porcile, e dagli affluenti delle valli di Lemma e Budria.

## Storia
I primi insediamenti certi nella valle risalgono al tardo medioevo quando vi giunsero dei pastori originari delle valli bergamasche alla ricerca di nuovi pascoli per il bestiame. 
Il rapporto fra questo territorio e Talamona non era chiaramente definito nel medioevo, abbandonandosi alle usanze del momento. Quando la Valtellina divenne parte dei Grigioni essi misero fine all' ambiguità nei rapporti con Talamona unificando ed istituzionalizzando il comune. Tuttavia nel Settecento le storiche insofferenze degli abitanti montanari portarono nel 1726 a un progetto di separazione che incontrò l'opposizione degli abitanti più ricchi che non volevano vedersi preclusi i pascoli del fondovalle, difatti tale idea non ebbe inizialmente realizzazione alcuna. Furono gli austriaci a dargli definitivamente corso, appoggiando le concorrenti istanze dell’isolazionista popolo montanaro e dei nobili di fondovalle a quali non dispiaceva diminuire la concorrenza.
Nel 1816, nasce il Comune di Tartano, staccandosi, insieme alla frazione di Campo Tartano, dall'amministrazione di Talamona. Durante la Seconda Guerra Mondiale il territorio del comune di Tartano fu interessato dalla guerra partigiana, alcuni abitanti si unirò alla Resistenza Italiana, per ritorsionegli occupanti nazifascisti diedero alle fiamme alcune delle case del paese di Campo. Nel dopoguerra il territorio, come molti altre località montane, fu teatro di una massiccia emigrazione, specialmente verso la bassa Valtellina. La valle è collegata con il fondovalle tramite strada carrozzabile asfaltata (S.P.11) realizzata grazie ad un discorso del ministro Ezio Vanoni nel 1957, ne si può leggere la testimonianza su di una lapide posta in prossimità del ponte sul torrente Vicima, poco prima del paesino di Tartano. La costruzione venne effettuata in vari lotti nei primi anni 60. La Strada parte da un'altezza di circa 280m slm. Per salire con i suoi 12 tornanti sulla montagna con un percorso di circa 10 km con una pendenza media dell'8%, raggiungendo Campo Tartano, a 1050 m slm. Essa prosegue poi con altri 5 km più pianeggianti fino a Tartano, posto a 1250 m slm. L'opera fu realizzata con l'intento di migliorare il futuro degli abitanti della valle, che per raggiungere la città Morbegno, impiegavano diverse ore di cammino, su terreni montani scoscesi.
Tartano: chiesa dedicata al Patrono San Barnaba, 
Campo Tartano: chiesa dedicata al Patrono Sant'Agostino,
Sparavera - Sant'Antonio: dedicata al Patrono Sant'Antonio,
Piana: dedicata alla Beata vergine del Rosario,
Tartano è stato uno dei comuni più colpiti dall’alluvione dell’estate 1987: il 18 luglio, nelle prime ore del pomeriggio, una violenta colata di fango e detriti travolsero un condominio, detto la Quiete, distruggendolo e spostandolo di circa 4 metri. Nella catastrofe fu coinvolto anche il sottostante albergo Gran Baita dove morirono 11 turisti e vi furono anche dei feriti. Questo, assieme alla frana di Valdisotto, è uno degli eventi più tragici di tutto il nubifragio, che portò a 53 vittime e decine di località distrutte.

Il condominio La Quiete distrutto dal nubifragio del 1987

## Società

### Evoluzione demografica
Abitanti censiti

## Ponte nel cielo
Il 22 settembre 2018, presso la frazione di Campo Tartano (circa 1000 metri s.l.m.), è stato inaugurato il "Ponte nel cielo", un ponte tibetano lungo 234 metri, sospeso a 140 metri sopra il sottostante letto del torrente Tartano. Collega la frazione di Campo con la località di Frasnino (Frasní, in dialetto locale), sull'altro lato della vallata. Al momento della sua realizzazione, avvenuta nel 2018, esso costituiva il ponte tibetano più alto d'Europa, primato che, ad oggi (Aprile 2023), detiene ancora.